# ニュルンベルク - ヘプ線
ニュルンベルク - ヘプ線（ニュルンベルク - ヘプせん、ドイツ語;Bahnstrecke Nürnberg–Cheb）は、ドイツのニュルンベルクとチェコのヘプを結ぶドイツ鉄道の鉄道線の名称である。路線番号は860だが、ニュルンベルク近郊では891、チェコ国内では179が割り当てられている。

## 沿線概況
列車はニュルンベルク中央駅から東の方に向かい、Sバーン駅のドュレンホフ駅の側面を通過し、左に曲がって走る。そのあとレーゲンスブルク及びシュヴァンドルフ方面の鉄路の下を横切って、ヴォェルダー湖を渡る。本線はニュルンベルクの聖ジョプスト区とエアレンシュテゲン区の南側に続いて、ベーリンガースドルフ駅とリュッカースドルフ駅を経てラウフ（ペグニッツ左岸）駅に至る。

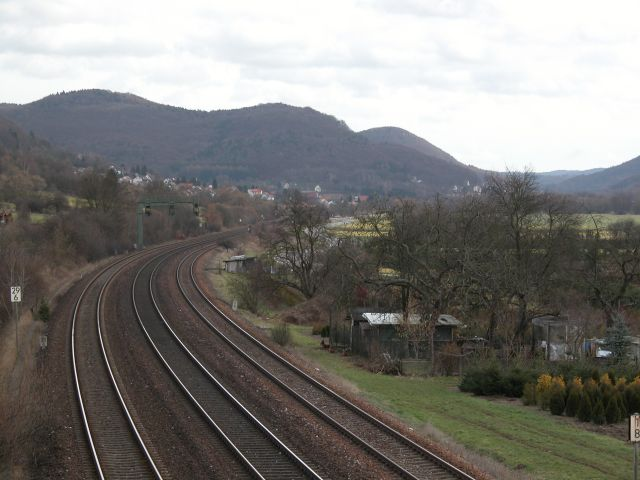
ヘルスブルク付近の三線鉄道

アウトバーン9号上の高架橋を通過した列車はノインキルヒェン駅に到着する。その駅からジンメルスドルフ＝ヒュッテんバッハ方面のシュナイッタッハ谷線が分岐する。列車は続いてライヒェンシュヴァント駅を経てヘルスブルク（ペグニッツ左岸）駅に向かう。ヘルスブルク分岐点から本線は左に曲がり、ペグニッツ駅までペグニッツ川に沿ってフレンキシェ・シュヴァイツと自然公園のフェルデンシュタインの森を貫通する。この区間には25個のペグニッツの鉄橋、7つのトンネルがある。
本線はペグニッツ駅から国道2号及び85号と平行してシュナベルヴァイト駅に至る。そこでバイロイト駅方面の線路が分岐する。列車はまた東に向かってキルヒェンライバッハ駅に至る。ヴァイデン-バイロイト線がその駅でX字の形で交差して続く。キルヒェンライバッハ駅は過去には車両基地がある主要駅だったが、現在は6つの線路がある乗換駅に過ぎない。
その駅から本線は北東側に向かってフィヒテル山地の南の地鏡に沿って続く。レナウ町の近くに列車は右に曲がり、アルマンベルクトンネルを通過し、ノイゾルガー駅に至る。1984年までその駅からフィヒテル山方面の鉄道が分岐した。列車はまた西北の方に向かい、ランゲンタイルレントンネルを通じてエルベ川＝ドナウ川の水分界を過ぎ、マルクトレドヴィツに到着する。
列車がマルクトレドヴィツ駅から北東の方に向かって、アウトバーン93号の下を横切り、国境線まで国道303号に沿って走る。本線はアルツベルク駅からシュィルンディング駅に続き、ヘプ駅（旧エガー駅）に向かう。ヘプ駅の前にはベロウン - プルゼニ - ヘブ線が本線と合流する。

## 歴史
ニュルンベルク - ヘプ線は初めにニュルンベルクと、ノイエンマルクト＝ヴィルスベルクでルートヴィヒ南北鉄道の支線と連結される、バイロイト区間を結ぶ鉄道路線として構想された。バンベルク経由の迂回路線は満足な解決方法ではなかったため、直接に連結される路線が計画された。四つの路線案の中でノイハウス - ペグニッツ区間が採択されて、建設プロジェクトは1874年に許可された。1877年7月15日ニュルンベルク - シュナーベルヴァイト - バイロイト区間が「フィヒテル山地鉄道 (Fichtelgebirgebahn)」として開通された。この路線は1878年5月15日シュナーベルワイトからマルクト＝レロヴィッツまで、1879年11月20日にシュルンディングまで延伸された。
ボヘミア地方への路線延伸は当時には経路に関する論争のため遅延されていた。当時のエガー (ヘブ) 駅で鉄道線路の合流に従う附帯費用は、王立バイエルン邦有鉄道、王立ザクセン邦有鉄道、フランツ・ヨーゼフ皇帝鉄道、ブシュテーラト鉄道の間に算定されたので、バイエルン王立鉄道はヘプへの延伸を避けることを望んだ。1883年11月1日最後の部分であるシュルンディング - ヘプ区間が開通された。
1898年より1899年までニュルンベルク - マルクト・レドヴィッツ区間で二番目の線路が追加され、1901年より列車は複線線路に投入されている。
第二次世界大戦の終戦後、国有鉄道はチェコスロヴァキア国内の区間を損傷無しに引き受けた。
1992年車体傾斜式車両である610形気動車はこの路線に導入され、最大の160 km/hの走行が可能となった。
2003年この路線は連邦交通計画2003の16号プロジェクトの目録に属することとなった。総費用は連邦政府から4億6000万ユーロで配当された。2006年12月10日定期時刻表変更の時に「フランケン＝ザクセン急行路線」が廃止されたインターシティを取り替えた。2012年12月9日には遠距離列車編はこの路線ではもう存在しない。2015年チェコ国内の区間は走行速力120 km/hまで改修された。
2021年12月に私設鉄道アギリス（Agilis）がマルクトレドヴィッツ - ヘプ間の普通列車系統を引き受けた。
- 1877年7月15日; ニュルンベルク - シュナベルヴァイト - バイロイト間開通。
- 1879年11月20日; マークト・レドヴィツ - シュルンディング間開通。
- 1883年11月1日; シュルンディング - エガー（ヘブ）間開通。
- 1894年10月1日; ニュルンベルク・エアレンシュテゲン駅開業。
- 1983年: ライヒェンシュヴァント駅舎が廃止される。停車場はニュルンベルクの方向に0.5 km移転。
- 2011年6月12日; キルヒェンライバッハ - マークトレドニッツ間、私設鉄道のアギリス（Agilis）が営業を開始する。普通列車としてシュタドラ社のレギオ＝シャットルRS1の運行が始まる。

## 運行形態

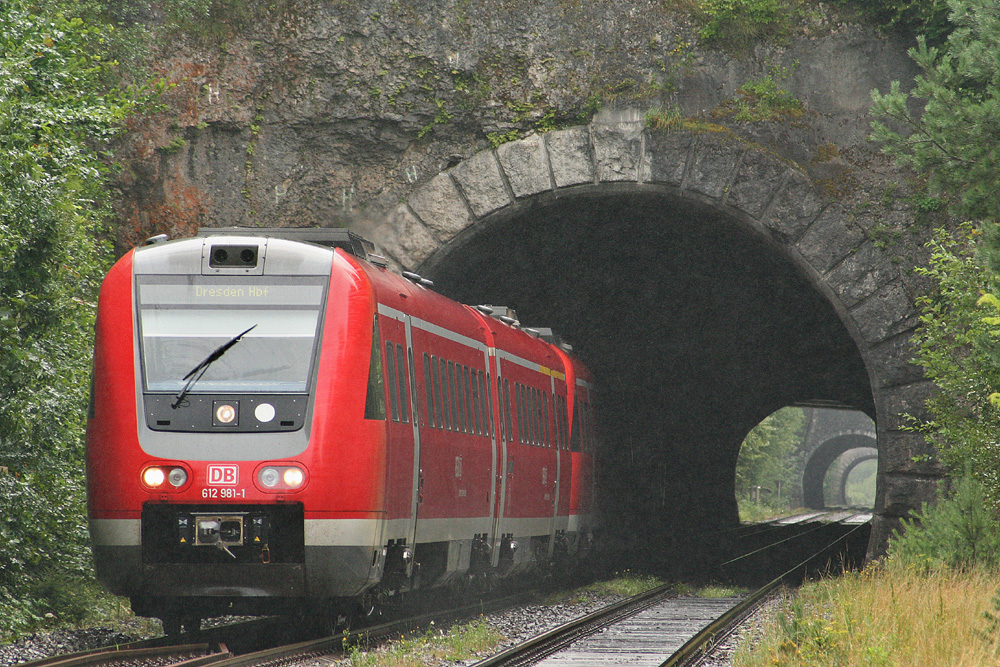
ドレスデン行きフランケン＝ザクセン急行のDB612形気動車

2012年12月9日から特急列車(IC)は運行されていない。貨物列車は毎日15−20編ほど運行されている。
ニュルンベルク - ハイデナープ＝ゴェプマンスビュールニュル間の運賃システムはニュルンベルク広域運輸連合（Verkehrsverbund Großraum Nürnberg、VGN）により管理されている。

### 快速(RE)
下記の系統が運行されている。
- ニュルンベルク～ペグニッツ～ヘプ（ニュルンベルク～ホフの系統との二層建て）
2時間に1本の運行。ニュルンベルク～ペグニッツ間では、シュナーベルヴァイト - バイロイト線の快速を併結している[9]。使用車両はDB612形気動車。ハースブルックを通過し、ノイハウスに停車する。西行は大部分がシアンディング通過。東行は半数がアーツベルクに、残り半数がシアンディングに停車し、両駅とも停車する列車もある。
2018年以前はアーツベルク、シアンディングとも通過していた。2019-23年度は、全列車アーツベルク通過、シアンディング停車であった。2020年夏に限り、マークトレドヴィツで系統が分離されていた。

- ニュルンベルク～ペグニッツ～マルクトレドヴィッツ～ホフ（ニュルンベルク～ペグニッツ～バイロイトの系統との二層建て）
2時間に1本の運行。ニュルンベルク～ペグニッツ間では、シュナーベルヴァイト - バイロイト線の快速を併結している。ハースブルックを通過し、ノイハウスに停車する[9]。

- ニュルンベルク～ペグニッツ～バイロイト・リヒテンフェルス

1時間に1本の運行。シュナーベルヴァイト - バイロイト線に直通する。ノイハウスを通過し、代わりにハースブルックに停車する。
- ニュルンベルク～ハースブルック～ノイシュタット/レーゲンスブルク/シュヴァンドルフ

1時間に1本の運行。ハースブルック以東は870号線に直通する。

### 普通(RB)
下記の系統が運行されている。
- RB 31; ニュルンベルク～ノインキルヒェン～ジンメルスドルフ・ヒュッテンバッハ

1時間に1本の運行。ノインキルヒェン以東はシュナイタッハタル線に直通する。平日はニュルンベルク～ノインキルヒェン間で快速運転し、ニュルンベルク東駅またはリュッカースドルフ駅の片方にのみ停車する。休日は運行されない（シュナイタッハタル線内のみの運行）。使用車両は622形あるいは648形気動車。
- RB 30; ニュルンベルク～ノイハウス

1時間に1本の運行。各駅に停車する。使用車両はRB31と同じ。
- RB 97; キルヒェンライバッハ～マルクトレドヴィッツ～ホーフ。

1時間に1本の運行。レーゲンスブルク近郊鉄道である「アギリス」によって運行される。大部分が、マルクトレドヴィッツ以東、855号線のホーフに乗り入れる。かつては、半数が867号線のバイロイトに乗り入れていた。使用車両はレギオシャトルRS1。
- RB 95; マルクトレドヴィッツ - ヘプ - ホーフ。
2時間に1本の運行。オーバープファルツ鉄道によって運行される。またヘプ以東はチェコ国鉄148号線に直通し、ドイツ・チェコの国境を2回越える路線である[11]。使用車両はRB97と同じ。
2019年度は、一日1往復を除き大半がアーツベルクを通過していた。

### 貨物運送
この路線では毎日15~20編の貨物列車が通行して、ソビエト連邦から輸入されたドイツ鉄道の232形機関車が主に列車を牽引する。また、イントラネット所属のER20形機関車がホーフ方面に不定期に通行する。

## 駅一覧
以下では、ドイツ国鉄860号線の駅と営業キロ、停車列車、接続路線などを一覧表で示す。
- 種別
  - RE：快速
  - RB1：普通（支線直通）
  - RB2：普通（本線）
- 停車駅
  - ■印：全列車停車
  - ●印：一部通過
  - ☆印：半数停車
  - ○印：一部停車
  - ｜印：全列車通過

| 路線名 | 駅名                               | 駅間営業キロ | 累計営業キロ | RE | RB 1 | RB 2 | 接続路線 | 所在地               | 所在地                                   |
| ------ | ---------------------------------- | ------------ | ------------ | -- | ---- | ---- | --- | -------------------- | ---------------------------------------- |
| 891    | ニュルンベルク中央駅               | -            | 0.0          | ■  | ■    | ■    | 786号線、805号線、820号線、880号線、890.1号線、890.2号線、890.3号線、890.4号線、900号線、910号線                      | 中フランケン県       | ニュルンベルク市                         |
| 891    | ニュルンベルク東駅                 | 3.9          | 3.9          | ｜ | ◑    | ■    | | 中フランケン県       | ニュルンベルク市                         |
| 891    | エアレンシュテゲン駅               | 1.5          | 5.4          | ｜ | ○    | ■    | | 中フランケン県       | ニュルンベルク市                         |
| 891    | ベーリンガースドルフ駅             | 4.6          | 10.0         | ｜ | ○    | ■    | | 中フランケン県       | ニュルンベルク郡                         |
| 891    | リュッカースドルフ駅               | 2.7          | 12.7         | ｜ | ◐    | ■    | | 中フランケン県       | ニュルンベルク郡                         |
| 891    | ルートヴィヒスホーエ駅             | 1.5          | 14.2         | ｜ | ○    | ■    | | 中フランケン県       | ニュルンベルク郡                         |
| 891    | ラウフ駅                           | 2.6          | 16.8         | ○  | ■    | ■    | | 中フランケン県       | ニュルンベルク郡                         |
| 891    | ノインキルヒェン・ア・ザント駅     | 3.4          | 20.2         | ｜ | ●    | ■    | シュナイタッハタル線                                                                                                  | 中フランケン県       | ニュルンベルク郡                         |
| 891    | ライヒェンシュヴァント駅           | 3.8          | 24.0         | ｜ | ｜   | ■    | | 中フランケン県       | ニュルンベルク郡                         |
| 891    | ハースブルック駅                   | 3.7          | 27.7         | ◑  | ■    | ■    | 870号線 | 中フランケン県       | ニュルンベルク郡                         |
| 891    | ホーエンシュタット駅               | 5.7          | 33.4         | ｜ |      | ■    | | 中フランケン県       | ニュルンベルク郡                         |
| 891    | フォアラ駅                         | 6.4          | 39.8         | ｜ |      | ■    | | 中フランケン県       | ニュルンベルク郡                         |
| 891    | ルップレヒツテーゲン駅             | 4.7          | 44.5         | ｜ |      | ■    | | 中フランケン県       | ニュルンベルク郡                         |
| 891    | フェルデン駅                       | 3.1          | 47.6         | ｜ |      | ■    | | 中フランケン県       | ニュルンベルク郡                         |
| 891    | ノイハウス駅                       | 3.1          | 50.7         | ◐  |      | ■    | | 中フランケン県       | ニュルンベルク郡                         |
| 860    | ペグニッツ駅                       | 16.2         | 66.9         | ●  | ■    |      | | 上フランケン県       | バイロイト郡                             |
| 860    | シュナーベルヴァイト駅             | 8.1          | 75.0         | ○  | ■    |      | シュナーベルヴァイト - バイロイト線                                                                                   | 上フランケン県       | バイロイト郡                             |
| 860    | キルヒェンライバッハ駅             | 18.7         | 93.7         | ■  |      | ■    | 867号線 | 上フランケン県       | バイロイト郡                             |
| 860    | ハイデナーブ・ゲプマンスビュール駅 | 3.8          | 97.5         | ○  |      | ●    | | 上フランケン県       | バイロイト郡                             |
| 860    | インメンロイト駅                   | 4.9          | 102.4        | ○  |      | ■    | | 上プファルツ県       | ティルシェンロイト郡                     |
| 860    | ノイゾーク駅                       | 10.4         | 112.8        | ○  |      | ■    | | 上プファルツ県       | ティルシェンロイト郡                     |
| 860    | ヴァルダースホフ駅                 | 8.4          | 121.2        | ○  |      | ■    | | 上プファルツ県       | ティルシェンロイト郡                     |
| 860    | マルクトレドヴィツ駅               | 3.0          | 124.2        | ■  |      | ■    | 544号線、855号線 | 上フランケン県       | ヴンジーデル・イム・フィヒテルゲビルゲ郡 |
| 860    | アーツベルク駅                     | 10.7         | 134.9        | ●  |      | ■    | | 上フランケン県       | ヴンジーデル・イム・フィヒテルゲビルゲ郡 |
| 860    | シアンディンク駅                   | 3.4          | 138.3        | ○  |      | ■    | | 上フランケン県       | ヴンジーデル・イム・フィヒテルゲビルゲ郡 |
| 179    | ポメジー・ナド・オフルジー駅       | 3.7          | 142.0        | ｜ |      | ■    | | カルロヴィ・ヴァリ県 | ヘプ郡                                   |
| 179    | ヘプ・スカルカ駅                   | 5.7          | 147.7        | ｜ |      | ■    | | カルロヴィ・ヴァリ県 | ヘプ郡                                   |
| 179    | ヘプ駅                             | 3.7          | 151.4        | ■  |      | ■    | 140号線（ウースチー方面）、146号線（ルビ方面） 147号線（ツヴィッカウ方面）、148号線（ホフ方面） 178号線（プラハ方面） | カルロヴィ・ヴァリ県 | ヘプ郡                                   |